# Gradski Vrhovci
Gradski Vrhovci (1981-ig Vrhovci Gradski) falu Horvátországban, Pozsega-Szlavónia megyében. Közigazgatásilag Pozsegához tartozik.

## Fekvése
Pozsegától 5 km-re délnyugatra, a Pozsegai-hegység északi völgyében, a Vučiak-patak partján fekszik.

## Története
A korabeli írásos dokumentumok szerint Vrhovci település már a középkorban is létezett. 1444-ben „Verhowcz”, 1500-ban és 1506-ban pedig „Werhowcz”, illetve „Wethowcz” alakban találjuk. Pozsega várának uradalmához tartozott. Megemlíti az 1545-ben kelt első török defter is. Keresztelő Szent János tiszteletére szentelt plébániatemploma volt. A török uralom idején a katolikus horvátok mellé Boszniából pravoszláv szerbek települtek be. Az eredeti lakosság zöme a török uralom végével kihalt, vagy elvándorolt, csupán két család utódai élnek még ma is itt. A 18. század folyamán új szerb és horvát lakosság települt be két települést alakítva ki. Az egyik a Gradski jelzőt kapta, míg a pravoszláv templom körül kialakult település neve Crkveni Vrhovci lett. Később a két települést együtt Varoški Vrhovcinak nevezték.
1698-ban „Verhovczi” néven 11 portával szerepel a török uralom alól felszabadított szlavóniai települések összeírásában. 1702-ben 19, 1760-ban 20 ház állt a településen.
Az első katonai felmérés térképén „Dorf Verbovczi” néven látható. Lipszky János 1808-ban Budán kiadott repertóriumában „Verbovci” néven szerepel. Nagy Lajos 1829-ben kiadott művében „Verhovczi” néven 28 házzal, 15 katolikus és 200 ortodox vallású lakossal találjuk.
A településnek 1857-ben 286, 1910-ben 402 lakosa volt. 1910-ben a népszámlálás adatai szerint lakosságának 93%-a szerb, 7%-a horvát anyanyelvű volt. Pozsega vármegye Pozsegai járásának része volt. Az első világháború után 1918-ban az új szerb-horvát-szlovén állam, majd később (1929-ben) Jugoszlávia része lett. 1991-ben lakosságának 84%-a szerb, 7%-a horvát nemzetiségű volt. A településnek 2011-ben 46 lakosa volt.

## Lakossága
| Lakosság változása | Lakosság változása | Lakosság változása | Lakosság változása | Lakosság változása | Lakosság változása | Lakosság változása | Lakosság változása | Lakosság változása | Lakosság változása | Lakosság változása | Lakosság változása | Lakosság változása | Lakosság változása | Lakosság változása | Lakosság változása |
| ------------------ | ------------------ | ------------------ | ------------------ | ------------------ | ------------------ | ------------------ | ------------------ | ------------------ | ------------------ | ------------------ | ------------------ | ------------------ | ------------------ | ------------------ | ------------------ |
| 1857               | 1869               | 1880               | 1890               | 1900               | 1910               | 1921               | 1931               | 1948               | 1953               | 1961               | 1971               | 1981               | 1991               | 2001               | 2011               |
| 286                | 323                | 302                | 350                | 367                | 402                | 382                | 211                | 175                | 192                | 189                | 139                | 108                | 83                 | 57                 | 46                 |

(1857 és 1921 között Varoški Vrhovci néven a mai Crkveni Vrhovci lakosságával együtt.)